# Стефансон, Хизер
Хизер Стефансон (англ. Heather Stefanson; род. 11 мая 1970, Виннипег) — канадский государственный и политический деятель.

## Биография
Родилась 11 мая 1970 года в Виннипеге, Манитоба. Училась в школе Сент-Джонс-Рейвенскорт в Виннипеге. Получила степень бакалавра искусств в области политологии в Университете Западного Онтарио.
После получения ученой степени работала специальным помощником в канцелярии премьер-министра Брайана Малруни, а затем вернулась в Манитобу в 1993 году в должности помощника федерального министра сельского хозяйства и продовольствия Чарли Майера.
В 1999 году была отстранена от должности на семь месяцев окружным советом Манитобы за несоответствие требованиям к образованию. Было установлено, что она совершила 34 неправомерные сделки, пока работала инвестиционным консультантом в Wellington West Capital. В 2003 году Wellington West Capital была оштрафована на 13 тысяч долларов за отказ контролировать её деятельность. С 1995 по 2000 год была членом организации молодых партнёров Манитобского университета.
Со 2 ноября 2021 года по 18 октября 2023 года занимала должность премьера Манитобы. Является лидером «Прогрессивно-консервативной партии» Манитобы и является членом Законодательного собрания, представляя избирательный округ Такседо.